# Epacanthaclisis kuldurguch
Epacanthaclisis kuldurguch là một loài côn trùng trong họ Myrmeleontidae thuộc bộ Neuroptera. Loài này được Krivokhatsky miêu tả năm 1998.